# Saifu
Saifu (c. 577) foi o 23º monarca do Império de Axum. É conhecido através de uma menção casual em uma biografia chinesa de Maomé, chamada T'ien-fang Chih-sheng shih-lu, escrita entre 1721 e 1724 por Liu Chi. Este trabalho utiliza materiais mais antigos sobre a biografia do Profeta, escrita por Sadadim Maomé ibne Maçude ibne Maomé Alcazarumi, que morreu em 1357. De acordo com esta biografia chinesa, o negachi (negus) da Etiópia disse ter enviado um embaixador com presentes para a família de Maomé ao avistar uma estrela que anunciava seu nascimento. Quando Maomé completou sete anos, Saifu, descrito como neto de um negachi, também enviou presentes. Esta fonte também acrescenta que Saifu foi avô de Axama ibne Abjar, o negachi que deu abrigo aos emigrantes muçulmanos por volta de 615-616 em Axum. 
Ao relatar o conteúdo dessa fonte "muito experimental", Munro-Hay especula como esse relacionamento genealógico em torno de Saifu pode se encaixar na lista de governantes de Axum conhecida no final do século VI (identificando o avô de Saifu com Elesbão / Calebe e seu neto com Axama) e admite que esses detalhes são plausíveis. Outra linha afirma que Saifu poderia ser um general de Elesbão na guerra contra Himiar chamado Ceife Du Iazã. 